# Le Docteur Festus

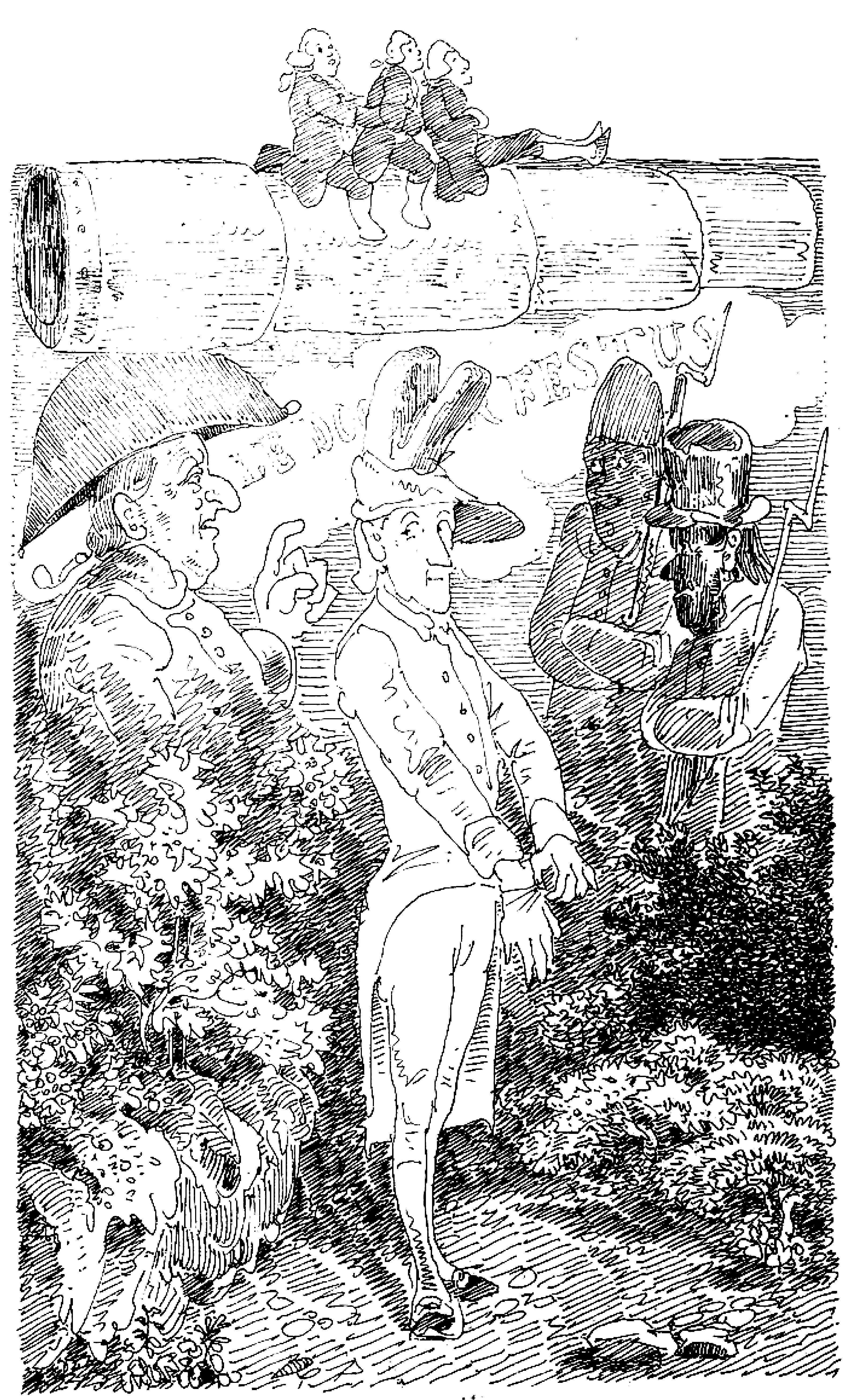
Voyages et aventures du docteur Festus - Frontispice

Le Docteur Festus, également connu sous le nom des Voyages et aventures du docteur Festus, est une « littérature en estampes » de Rodolphe Töpffer. Elle a été dessinée en 1829 et autographiée et publiée en 1840. L'auteur l'adaptera ensuite sous le format d'une nouvelle. 

## Synopsis
Le docteur Festus part pour un grand voyage d'instruction sur le dos de son mulet. Mais les choses dégénèrent vite et l'on suit les mésaventures du docteur Festus, de Milady, de Milord, du Maire et de sa force armée. Le docteur continuant de manière imperturbable son voyage d'instruction « si heureusement commencé », et les autres protagonistes se débattant dans les séquelles de son passage, allant jusqu'à être accusés de trahison et d'espionnage. Au terme de son voyage et après avoir provoqué une violente querelle d'astronomes, le docteur Festus rentre chez lui, satisfait.